# Манастир Пећка патријаршија
Манастир Пећка патријаршија јесте скуп цркава на домаку Пећи, крај Пећке Бистрице, а на улазу у Руговску клисуру. Пећка патријаршија је један од најзначајнијих споменика српске прошлости. У њој се вековима налазило седиште и маузолеј српских архиепископа и патријарха. Од свога постанка у 13. веку, Патријаршија је окупљала учене богослове, врсне књижевнике и обдарене уметнике и сви су они у њој остављали сведочанства о свом прегалаштву. Стога је она данас не само старо средиште српске цркве, већ и место где се чува значајна уметничка заоставштина. Овде се налази Споменик природе Шам-дуд стар око 750 година.

## Манастирски храмови

### Подизање храмова
Храм посвећен Светим апостолима подигао је у трећој деценији 13. века архиепископ Арсеније I. Његовом заслугом црква је осликана око 1260. године. Архиепископ Никодим (1321—1324), уз северну страну цркве Светих апостола, подигао је храм Светог Димитрија, а архиепископ Данило  (1324—1337), с јужне стране, изградио је цркве посвећене Богородици Одигитрији и Светом Николи. Испред западних фасада храмова Светог Димитрија, Светих апостола и Свете Богородице Одигитрије подигао је и монументалну припрату у виду велелепног отвореног трема.
У време патријарха Макарија Соколовића елегантни отвори с двојним аркадама су зазидани. Читава историја стилова средњовековног зидног сликарства може да се сагледа на зидовима пећких цркава.

### Живописање храмова
Црква Светих апостола украшавани су и око 1300. године, затим око 1350, потом око 1375. године и у два наврата у XVII столећу. Црква Светог Димитрија живописана је први пут у време патријарха Јоаникија, око 1345. године, а нови слој фресака осликао је Георгије Митрофановић, око 1619/20. Богородичина црква је добила фреске пре 1337, а припрата је осликавана у XIV и XVI столећу, док је Цркву Светог Николе 1673/74. живописао сликар Радул. Манастир се перманентно конзерваторски штитио.

### Манастир данас
УНЕСКО је прогласио манастир Пећку патријаршију за место светске културне баштине као део средњовеновних споменика на Косову 13. јула 2006. године, када је уједно са осталим манастирима уписан и на листу светске баштине која је угрожена.
Комплекс манастирских цркава крајем новембра 2008. офарбан је у црвену боју, попут манастирске цркве у Жичи, што је изазвало бурне реакције у стручним круговима, како међу онима који тај чин осуђују, тако и међу онима који га оправдавају.
Манастир је до 2013. године чувао КФОР, а од тада косовска полиција.
Мошти светог Јевстатија почивају под спудом у храму. Мошти патријарха српског Спиридона налазе се у цркви Светог Димитрија.
Игуманији Пећке патријаршије Мати Харитини (Панић) додељен је Сретењски орден првог степена (2024).

### Комплекс
| Црква                                                         | Фотографија | Напомене                            |
| ------------------------------------------------------------- | ----------- | ----------------------------------- |
| Црква Светих апостола (такође позната као црква Светог спаса) |             | Саграђане у првој половини столећа. |
| Црква Светог Димитрија                                        |             | Саграђена око 1324. године.         |
| Црква Богородице Одигитрије                                   |             | Саграђена око 1337. године.         |
| Црква Светог Николе                                           |             | Саграђена око 1337. године.         |

## Историја Пећке епархије
Тачно време оснивања матичне цркве у Пећкој патријаршији није познато. На месту где је сада Патријаршија, још је за живота Светог Саве (архиепископ 1219—1233) основан метох манастира Жиче, тадашњег седишта српске архиепископије. Желећи да средиште српске цркве буде на мање угроженом месту и ближе средишту државе, архиепископ Арсеније I (1233—1263) подигао је на овом жичком метоху код Пећи Цркву Светих апостола. Убрзо, око 1250. године, по његовом налогу, она је била и живописана. Нешто касније, храм се почео називати и Свети Спас, што је преузето као спомен на посвећење Жиче. Са северне стране овог најстаријег храма, архиепископ Никодим (1317—1324) подигао је Цркву Светог Димитрија, око 1320. године.
Деценију касније, око 1330, његов наследник, познати књижевник и архиепископ Данило  (1324—1337) саградио је с јужне стране Светих апостола храм посвећен Богородици Одигитрији, да би и њему придодао с јужне стране црквицу Светог Николе. Испред три главне цркве, архиепископ Данило II је потом подигао монументалну припрату, а испред ње високу пирг-кулу. У време архиепископа Јоаникија II (1338—1346; патријарх 1346—1354), око 1345, до тада неживописан храм Светог Димитрија, добио је фрескодекорацију. Током XIV столећа обављене су и мање преправке у цркви Светих апостола, па су неки делови храма накнадно исликавани. Од XIII до XV столећа, па и касније, све до XVII столећа, у црквама Патријаршије сахрањивани су пећки архиепископи и патријарси.
После турског освајања српске државе, током неког времена замрла је активност у Пећкој патријаршији, тим пре што је Охридска архиепископија преузела управу над некадашњом српском црквеном територијом. Обнова црквене организације Срба наступила је 1557. што је удахнуло нов живот манастиру, јер је Патријаршија поново постала средиште српске цркве. Већ 1565, после преправке, живописана је скоро цела Данилова припрата. У исто време, обнављају се и иконостаси у пећким црквама и попуњава се ризница. Другу значајну обнову започиње патријарх Пајсије  (1614—1647): цркве се препокривају оловним плочама, храм Светог Димитрија се архитектонски утврђује, да би 1620/21. угледни сликар Георгије Митрофановић у њему поновио готово половину фресака. Он је исте године живописао и стару манастирску трпезарију. Нешто касније, патријарх Пајсије приступио је и делимичној обнови цркве Светих апостола — 1633/1634. западни део храма украшен је зидним сликама у коме су старе фреске доста страдале. Исте године је препокривена и трпезарија. Средином  столећа, Пећка патријаршија успоставила је везе и с Руским царством. Њени игумани у Русији добијали су поклоне, како у новцу, тако и у штампаним књигама и богослужбеним предметима.
Нова већа обнова Пећке патријаршије збила се у доба патријарха Максима Скопљанца (1655—1674). За кратко време, манастирски комплекс је ограђен (1672/73), живописана је црквица Светог Николе (1673/74), а потом је израђен и иконостас за њу (1677). У време Великог турског рата, крајем XVII столећа, Пећка патријаршија је прошла кроз тешка искушења. Пећка ризница је тада била скривена у једном кубету манастира Грачанице, али су је 1688. Турци нашли и опљачкали. Помиње се да је пећко благо било толико велико да је било потребно девет коња да би га одвукло. Када је патријарх Арсеније III Црнојевић (1674—1690) отишао у Аустрију 1689, пећки паша Махмуд Беговић опљачкао је све што се у Патријаршији стекло. Касније је патријарх Мојсије Рајовић (1712—1725) с муком откупио отету земљу, а 1720. подигао је ограду око манастирских здања. Године 1722, црква Светих апостола добила је нов иконостас.
Аустријско-турски рат од 1737. до 1739. донео је такође велике невоље Пећкој патријаршији. У другој великој сеоби Срба 1739, патријарх Арсеније IV Јовановић Шакабента (1725—1737) преносио је у међувремену прикупљене драгоцености у Сремске Карловце. Михо Милишић, аустријски конзул, објавио је 1779. године књигу Хорографија Пећке патријаршије.
Током друге половине XVIII и у XIX столећу, у све тежим економским приликама, у Пећкој патријаршији није било значајнијих уметничких подухвата, али се упорно настојало да се манастир одржи. У цркви Светог Димитрија, поп Симеон Лазовић из Бијелог поља насликао је нов иконостас 1803, а три године потом његов син Алексије израдио је неке иконе за Патријаршију.
Нешто касније, 1831, Пећка патријаршија је била још једном опљачкана, сада од стране Арслан-паше босанског. Средином  столећа, предузимљиви игумани подигли су нова здања у манастиру: 1847. у југозападном делу порте на јазу обновила се воденица, а 1850. саградила се до ње конак. Око 1863. израђен је богато резбарен Богородичин трон у цркви Богородице, а 1875. Аврам, син познатог Дича Зографа из дебарског краја, обновио је зидне слике у црквама Патријаршије, посебно у Светим апостолима. Пећки еснафи с управом манастира 1889. подигли су зид с источне стране порте. Крајем XIX столећа, тачније 1895, саградио се репрезентативни конак у северозападном делу порте, а 1912. настао је нови зид с јужне стране порте. „Турци и Арнаути су врло често наваљивали” на манастир у ово време, а неки су га бранили - тако се 1924. помиње „стари Арнаутин” Жуја, кога зову „патријаршијски војвода”, чији је отац погинуо бранећи манастир.
После завршетка Првог светског рата, у Пећкој патријаршији је, после уједињења српске цркве, устоличен први патријарх обновљене Патријаршије, патријарх српски Димитрије 1924. Отада се сви српски патријарси устоличују у Пећкој патријаршији. Током 1931. и 1932, обављени су замашни конзерваторски радови под руководством арх. Ђурђа Бошковића који су Пећкој патријаршији делимично вратили првобитни изглед. И после Другог светског рата, у комплексу Патријаршије, изведени су, у неколико махова, значајнији конзерваторски захвати и археолошка испитивања. Нови конак, са западне стране од припрате, саграђен је 1981.
Архимандрит Иринеј Вујановић био је игуман манастира од (1922—1960). Архимандрит Иринеј Вујановић био је игуман манастира од (1922—1960). Старешине манастира биле су: Февронија Божић (1960—2015), Мати Харитина (2015—данас). Јулијана Божић била је монахиња манастира од 1957 до 2013, рођена сестра игуманије Февроније и Варваре Божић.

### Паљење Пећке патријаршије
У рано пролеће 1981. године широм АП Косова и Метохије дошло је до побуне широких размера од стране албанске националне заједнице. Иако је ово изгледало као незадовољство студентата Приштинског Универзитета због лоше хране у мензи, врло брзо су агенти ШИК преузели вођство и покренули устанак.
У таласу насиља који је познат као Косовско пролеће, дошло је до упада албанских екстремиста у порту Пећке патријаршије 16. марта 1981. када су спаљени конаци манастира. Ово је била само једна у низ православних светиња и споменика културе који су се нашли на удару. Циљ је био отерати Србе из јужне покрајине.
Средином априла 1981. устанак је ипак угушен залагањем генерала Бранка Мамуле, начелника Генералштаба ЈНА у Београду који је послао тенковске јединице и разбио демонстранте који су хтели присаједињење матици Албанији односно обнову шовинистичке идеје из Другог светског рата, познато као Велика Албанија.

## Летопис
Српску књигу „Плач Старе Србије” набавили су 1864. године у Пећи, читаоци из манастира. Били су то: архимандрит Хрисјант, јеромонах Хаџи Рафаил, јеромонах Мелентије, јеромонах Кирил, монахиња Катарина, Ива Туфекџија епитроп манастирски и поп Стефан „Призренац — таксидиот Св. Патријаршије”.

## Документарни филм
- Пећка патријаршија, троделни документарни ТВ филм серијала „Сведоци векова“ снимљен је 1989. године према сценарију Др Сретена Петковића и Петра Савковића у режији Драгослава Лутовца, музику је компоновао Зоран Христић, у продукцији РТБ-а.[13][14][15]

## Галерија
- Манастир Пећка патријаршија, фотографија из јуна 1980
- Кула у дворишту манастира
- Сахрана Саве II
- Шам-дуд, дрво које расте у порти манастира Пећка патријаршија и старо око 750 година
- Стара млетачка карата, израђена око 1690, на којој је назначено да се Пећ налази у Србији

Унутрашњост цркве св. Николе и Богородичине цркве